# نوويات المحاجم
نوويات المحاجم هي مجموعة من الديدان الشريطية التي تصيب السمك والديدان المقسمة.